# Anous
Anous é o género a que pertencem algumas espécies chamadas comummente trinta-réis ou andorinha-do-mar.

## Espécies
- Anous albivitta (Bonaparte, 1856)
- Anous ceruleus (Bennett, FD, 1840)
- Trinta-réis-preto, Anous minutus Boie, F, 1844
- Trinta-réis-escuro, Anous stolidus (Linnaeus, 1758)
- Andorinha-do-mar-preta-menor Anous tenuirostris (Temminck, 1823)